# IJshockey op de Olympische Winterspelen 1994
IJshockey is een van de sporten die beoefend werden tijdens de Olympische Winterspelen 1994 in Lillehammer, Noorwegen.
Er namen 12 landen deel; de 10 beste landen van het A-WK 1993, gastland Noorwegen (nummer 11 A-WK) en de winnaar van een kwalificatietoernooi. Slowakije won dit kwalificatietoernooi. Aan het kwalificatietoernooi namen 5 landen deel, te weten de 2 beste landen van het B-WK 1993, Groot-Brittannië en Polen, de winnaar van het C-WK 1993, Letland, het beste Aziatische team, Japan, en dus Slowakije. Dit land was via een wildcard toegelaten vanwege het uiteenvallen van Tsjecho-Slowakije en de sterkte van het Slowaakse team.

## Heren

### Voorronde

#### Groep A
| datum       |  | land      | score | land       |
| ----------- |  | --------- | ----- | ---------- |
| 12 februari |  | Tsjechië  | 1 - 3 | Finland    |
| 12 februari |  | Noorwegen | 1 - 5 | Rusland    |
| 12 februari |  | Duitsland | 4 - 3 | Oostenrijk |
| 14 februari |  | Noorwegen | 1 - 2 | Duitsland  |
| 14 februari |  | Tsjechië  | 7 - 3 | Oostenrijk |
| 14 februari |  | Rusland   | 0 - 5 | Finland    |
| 16 februari |  | Rusland   | 9 - 1 | Oostenrijk |
| 16 februari |  | Tsjechië  | 1 - 0 | Duitsland  |
| 16 februari |  | Noorwegen | 0 - 4 | Finland    |
| 18 februari |  | Rusland   | 2 - 4 | Duitsland  |
| 18 februari |  | Finland   | 6 - 2 | Oostenrijk |
| 18 februari |  | Noorwegen | 1 - 4 | Tsjechië   |
| 20 februari |  | Rusland   | 4 - 3 | Tsjechië   |
| 20 februari |  | Finland   | 7 - 1 | Duitsland  |
| 20 februari |  | Noorwegen | 2 - 4 | Oostenrijk |

|   | land       | Gs | W | G | V | F  | A  | Ptn |
| - | ---------- | -- | - | - | - | -- | -- | --- |
| 1 | Finland    | 5  | 5 | 0 | 0 | 25 | 4  | 10  |
| 2 | Duitsland  | 5  | 3 | 0 | 2 | 11 | 14 | 6   |
| 3 | Tsjechië   | 5  | 3 | 0 | 2 | 16 | 11 | 6   |
| 4 | Rusland    | 5  | 3 | 0 | 2 | 20 | 14 | 6   |
| 5 | Oostenrijk | 5  | 1 | 0 | 4 | 13 | 28 | 2   |
| 6 | Noorwegen  | 5  | 0 | 0 | 5 | 5  | 19 | 0   |

#### Groep B
| datum       |  | land             | score  | land             |
| ----------- |  | ---------------- | ------ | ---------------- |
| 13 februari |  | Zweden           | 4 - 4  | Slowakije        |
| 13 februari |  | Canada           | 7 - 2  | Italië           |
| 13 februari |  | Verenigde Staten | 4 - 4  | Frankrijk        |
| 15 februari |  | Zweden           | 4 - 1  | Italië           |
| 15 februari |  | Verenigde Staten | 3 - 3  | Slowakije        |
| 15 februari |  | Canada           | 3 - 1  | Frankrijk        |
| 17 februari |  | Slowakije        | 10 - 4 | Italië           |
| 17 februari |  | Zweden           | 7 - 1  | Frankrijk        |
| 17 februari |  | Canada           | 3 - 3  | Verenigde Staten |
| 19 februari |  | Canada           | 1 - 3  | Slowakije        |
| 19 februari |  | Italië           | 7 - 3  | Frankrijk        |
| 19 februari |  | Zweden           | 6 - 4  | Verenigde Staten |
| 21 februari |  | Canada           | 3 - 2  | Zweden           |
| 21 februari |  | Slowakije        | 6 - 2  | Frankrijk        |
| 21 februari |  | Verenigde Staten | 7 - 1  | Italië           |

|   | land             | Gs | W | G | V | F  | A  | Ptn |
| - | ---------------- | -- | - | - | - | -- | -- | --- |
| 1 | Slowakije        | 5  | 3 | 2 | 0 | 26 | 14 | 8   |
| 2 | Canada           | 5  | 3 | 1 | 1 | 17 | 11 | 7   |
| 3 | Zweden           | 5  | 3 | 1 | 1 | 23 | 13 | 7   |
| 4 | Verenigde Staten | 5  | 1 | 3 | 1 | 21 | 17 | 5   |
| 5 | Italië           | 5  | 1 | 0 | 4 | 15 | 31 | 2   |
| 6 | Frankrijk        | 5  | 0 | 1 | 4 | 11 | 27 | 1   |

### 9e t/m 12e plaats

#### 1e ronde
| datum       |  | land       | score | land      |
| ----------- |  | ---------- | ----- | --------- |
| 22 februari |  | Oostenrijk | 4 - 5 | Frankrijk |
| 22 februari |  | Noorwegen  | 3 - 6 | Italië    |

#### 11e en 12e plaats
| datum       |  | land      | score | land       |
| ----------- |  | --------- | ----- | ---------- |
| 24 februari |  | Noorwegen | 3 - 1 | Oostenrijk |

#### 9e en 10e plaats
| datum       |  | land   | score | land      |
| ----------- |  | ------ | ----- | --------- |
| 24 februari |  | Italië | 3 - 2 | Frankrijk |

### Kwartfinales
| datum       |  | land      | score | land             |
| ----------- |  | --------- | ----- | ---------------- |
| 23 februari |  | Canada    | 3 - 2 | Tsjechië         |
| 23 februari |  | Finland   | 6 - 1 | Verenigde Staten |
| 23 februari |  | Duitsland | 0 - 3 | Zweden           |
| 23 februari |  | Slowakije | 2 - 3 | Rusland          |

### 5e t/m 8e plaats

#### 1e ronde
| datum       |  | land      | score | land             |
| ----------- |  | --------- | ----- | ---------------- |
| 24 februari |  | Tsjechië  | 5 - 3 | Verenigde Staten |
| 24 februari |  | Slowakije | 6 - 5 | Duitsland        |

#### 7e en 8e plaats
| datum       |  | land      | score | land             |
| ----------- |  | --------- | ----- | ---------------- |
| 26 februari |  | Duitsland | 4 - 3 | Verenigde Staten |

#### 5e en 6e plaats
| datum       |  | land     | score | land      |
| ----------- |  | -------- | ----- | --------- |
| 26 februari |  | Tsjechië | 7 - 1 | Slowakije |

### Halve Finales
| datum       |  | land   | score | land    |
| ----------- |  | ------ | ----- | ------- |
| 25 februari |  | Canada | 5 - 3 | Finland |
| 25 februari |  | Zweden | 4 - 3 | Rusland |

### Bronzen Finale
| datum       |  | land    | score | land    |
| ----------- |  | ------- | ----- | ------- |
| 26 februari |  | Finland | 4 - 0 | Rusland |

### Finale
| datum       |  | land   | score | land   |
| ----------- |  | ------ | ----- | ------ |
| 27 februari |  | Zweden | 3 - 2 | Canada |

### Eindrangschikking
| Goud | Zilver | Brons | 4 |
| Zweden Håkan Algotsson Tomas Jonsson Christian Due-Boje Patrik Juhlin Leif Rohlin Magnus Svensson Roger Hansson Håkan Loob Fredrik Stillman Stefan Örnskog Niklas Eriksson Daniel Rydmark Jonas Bergkvist Kenny Jönsson Jörgen Jönsson Peter Forsberg Charles Berglund Andreas Dackell Mats Näslund Roger Johansson Tommy Salo Patric Kjellberg                    | Canada Corey Hirsch Adrian Aucoin Derek Mayer Brad Werenka Ken Lovsin Todd Hlushko Fabian Joseph Paul Kariya Dwayne Norris Greg Johnson Brian Savage Wally Schreiber Todd Warriner Greg Parks Mark Astley Jean-Yves Roy Chris Kontos David Harlock Chris Therien Brad Schlegel Petr Nedved                                                                         | Finland Jarmo Myllys Marko Kiprusoff Erik Hämäläinen Timo Jutila Pasi Sormunen Janne Ojanen Esa Keskinen Saku Koivu Janne Laukkanen Marko Palo Raimo Helminen Mika Alatalo Ville Peltonen Jere Lehtinen Hannu Virta Sami Kapanen Mika Strömberg Tero Lehterä Petri Varis Jukka Tammi Mika Nieminen Mikko Mäkelä                                             | Rusland Andrej Nikolisjin Sergej Berëzin Aleksandr Vinogradov Ravil Goesmanov Valeri Karpov Dmitri Denisov Pavel Torgajev Aleksej Koedasjov Sergej Sorokin Vladimir Tarasov Igor Varitski Georgi Jevtjoechin Aleksandr Smirnov Oleg Davydov Vjatsjeslav Bezokladnikov Sergej Abramov Valeri Ivannikov Andrej Tarasenko Andrej Zoejev Sergej Tertjtsjny Sergej Sjendelev Igor Ivanov Oleg Sjargorodski |
| 5 | 6 | 7 | 8 |
| Tsjechië Petr Bříza Roman Turek Jiří Vykoukal Drahomír Kadlec Bedřich Ščerban Antonín Stavjaňa Miloslav Hořava Jiří Veber Jan Vopat Kamil Kašťák Richard Žemlička Roman Horák Jan Alinc Tomáš Sršeň Petr Hrbek Tomáš Kapusta Otakar Janecký Jiří Kučera Martin Hosták Pavel Geffert Jiří Doležal Radek Ťoupal                                                      | Slowakije Eduard Hartman Jaromír Dragan Miroslav Michalek Jerguš Baca Marián Smerciak Miroslav Marcinko Ľubomír Sekeráš Vladimír Búřil Stanislav Medřik Ján Varholík Róbert Švehla Vlastimil Plavucha Oto Haščák Dušan Pohoreleč René Pucher Miroslav Šatan Branislav Jánoš Roman Kontšek Peter Šťastný Ľubomír Kolník Jozef Daňo Róbert Petrovický Žigmund Pálffy | Duitsland Helmut de Raaf Klaus Merk Josef Heiß Mirko Lüdemann Torsten Kienass Jörg Mayr Alexander Serikow Andreas Niederberger Richard Amann Ulrich Hiemer Jason Meyer Thomas Brandl Leo Stefan Bernd Truntschka Raimond Hilger Benoît Doucet Wolfgang Kummer Georg Franz Dieter Hegen Stefan Ustorf Michael Rumrich Jan Benda Jörg Handrick                | Verenigde Staten Mike Dunham Garth Snow Ted Crowley Brett Hauer Chris Imes Peter Laviolette Todd Marchant Matt Martin Travis Richards Barry Richter Mark Beaufait Jim Campbell Peter Ciavaglia Ted Drury Peter Ferraro Darby Hendrickson Craig Johnson Jeff Lazaro John Lilley Dave Roberts Brian Rolston Dave Sacco                                                                                  |
| 9 | 10 | 11 | 12 |
| Italië Bruno Campese David Delfino Mike Rosati Phil Di Gaetano Robert Oberrauch Leo Insam Giocondo Camazzola Bill Stewart Toni Circelli Mike De Angelis Luigi Da Corte Emilio Iovio Lino De Toni Roland Ramoser Maurizio Mansi Bruno Zarrillo Gaetano Orlando Alexander Gschliesser Patrick Brugnoli Lucio Topatigh Martin Pavlu Vezio Sacratini Stephan Figliuzzi | Frankrijk Michel Valliere Petri Ylönen Christophe Moyon Steven Woodburn Stéphane Botteri Bruno Saunier Gérald Guennelon Denis Perez Serge Poudrier Franck Saunier Stéphane Barin Arnaud Briand Pierre Pousse Sylvain Girard Benoît Laporte Benjamin Agnel Pierrick Maïa Éric Lemarque Christophe Ville Antoine Richer Stéphane Arcangeloni Franck Pajonkowski      | Noorwegen Rob Schistad Jim Marthinsen Petter Salsten Morgan Andersen Tommy Jakobsen Jan-Roar Fagerli Svein Enok Nørstebø Svenn Erik Bjørnstad Cato Tom Andersen Geir Hoff Vegar Barlie Lars Andersen Ole-Eskild Dahlstrøm Arne Billkvam Erik Kristiansen Trond Magnussen Petter Thoresen Morten Finstad Roy Johansen Tom Johansen Marius Rath Espen Knutsen | Oostenrijk Michael Puschacher Brian Stankiewicz Claus Dalpiaz Martin Krainz James Burton Engelbert Linder Michael Shea Rob Doyle Herbert Hohenberger Michael Güntner Martin Ulrich Karl Heinzle Andreas Pusnik Marty Dallman Gerhard Pusnik Manfred Mühr Rick Nasheim Günther Lanzinger Gerald Ressmann Kenneth Strong Werner Kerth Wolfgang Kromp Dieter Kalt jr.                                    |

Antwerpen 1920 · 
Chamonix 1924 · 
St. Moritz 1928 · 
Lake Placid 1932 · 
Garmisch-Partenkirchen 1936 · 
St. Moritz 1948 · 
Oslo 1952 · 
Cortina d'Ampezzo 1956 · 
Squaw Valley 1960 · 
Innsbruck 1964 · 
Grenoble 1968 · 
Sapporo 1972 · 
Innsbruck 1976 · 
Lake Placid 1980 · 
Sarajevo 1984 · 
Calgary 1988 · 
Albertville 1992 · 
Lillehammer 1994 · 
Nagano 1998 · 
Salt Lake City 2002 · 
Turijn 2006 · 
Vancouver 2010 · 
Sotsji 2014 · 
Pyeongchang 2018 · 
Peking 2022

Lijst van olympische medaillewinnaars
Alpineskiën · Biatlon · Bobsleeën · Freestyleskiën · Kunstrijden · Langlaufen · Noordse combinatie · Rodelen · Schaatsen · Schansspringen · Shorttrack · IJshockey